# 1670年代
| 千纪： | 2千纪                                                                                            |
| 世纪： | 16世纪 \| 17世纪 \| 18世纪                                                                       |
| 年代： | 1640年代 \| 1650年代 \| 1660年代 \| 1670年代 \| 1680年代 \| 1690年代 \| 1700年代                 |
| 年份： | 1670年 \| 1671年 \| 1672年 \| 1673年 \| 1674年 \| 1675年 \| 1676年 \| 1677年 \| 1678年 \| 1679年 |

## 大事记
- 1673年，清朝三藩之乱爆发。

## 出生
- 胤禔(1672年)
- 胤礽(1674年)
- 胤祉(1677年)
- 雍正帝（1678年）

## 逝世
- 尚可喜（1676年）
- 吴三桂（1678年）